# Trullo sovrano
A trullo sovrano (jelentése úri trullo) Alberobello egyik műemlék épülete.

## Története
A tizenkét trullóból összeépített, legmagasabb pontján tizennégy méteres épületet a 18. század elején építette egy ismeretlen mester egy gazdag helyi pap, Cataldo Petra számára, s emiatt korábban Cataldo pápa udvarának nevezték. Mai neve arra utal, hogy úri módon kiemelkedik a környék kis trullói közül. Az épület érdekessége a homlokzat háromszög alakú oromzata; a földszint kereszthajós boltozata, amely az emeletet tartja és amely négy román stílusú boltíven nyugszik valamint, hogy a falak vastagsága miatt az emeletek közé egy kisebb gabonatárolót is építettek, ahol fosztogatások, támadások idején a család meghúzódhatott. A homlokzat emeleti részén a kis ablak körül három lőrés található. Az épület előtti kis téren egy esővízgyűjtő medence áll. Az épületben ma néprajzi múzeum működik, amelyben a trullók lakosainak egykori életkörülményeit mutatják be.